# 双江乡 (娄底市)
双江乡，是中华人民共和国湖南省娄底市娄星区下辖的一个乡镇级行政单位。

## 行政区划
双江乡下辖以下地区：
农新村、潭溪村、双江村、茶阳村、珠家村、洪山村、新庄村、新联村、万家村、新家村、方石村、青桥村、义坪村、坪底村、横石村、小田村、企石村、佳仑村和天壶村。